# Ланцафаме, Давиде
Да́виде Ланцафа́ме (итал. Davide Lanzafame; 9 февраля 1987, Турин) — итальянский футболист, полузащитник. Ранее выступал за молодёжную сборную Италии.

## Биография
Ланцафаме родился в Турине. Отец был родом из Катании, а мать — из Пьемонта. Входил в структуру молодежного сектора «Ювентуса». Выступал в таких турнирах как «Трофей Джакинто Факкетти». Его дебют за «Ювентус» состоялся в сезоне 2006/07 года, когда бьянконери пребывали в Серии Б. В 2008 году Пьерлуиджи Казираги вызвал игрока на тулонский турнир и включил в резерв на летнюю олимпиаду в Пекине.
В начале апреля 2008 года тренер «Бари» Антонио Конте в интервью Gazzetta dello Sport сравнил потенциал Давиде с Криштиану Роналду: «Ланзафаме хорошо подготовлен тактически. Он очень взрывной, нацелен на ворота и имеет отличную скорость. Если он будет упорно тренироваться, то может стать вторым Криштиану Роналду». Во время своего пребывания в «Бари», Ланзафаме забил всего 10 голов в Серии Б сезона 2007/08.
1 июля 2008 года Ланзафаме был включен в сделку по приобретению форварда Амаури. «Ювентус» продал половину прав на футболиста и отправил в «Палермо» Антонио Ночерино. После разочаровывающей первой половины сезона в «Палермо» (игрок часто не проходил в состав) бьянконери, стараясь сохранить игрока в Серии А, отдали его вновь в аренду в «Бари». Сезон 2009/10, по совместному решению «Палермо» и «Ювентуса», Ланзафаме провел в «Парме». 9 мая 2010 года, он забил «Ювентусу» 2 гола и принес победу «Парме». 25 июня 2010 года «Палермо» и «Ювентус» продлили договор о совместной собственности ещё на один год с передачей игрока в распоряжение Старой Синьоры на сезон 2010/11. 4 января 2011 года перешёл в «Брешиа» на правах аренды сроком до 30 июня 2011 года.
25 июня 2011 года было объявлено, что туринский «Ювентус» уступил принадлежавшие ему 50 % прав на игрока клубу «Палермо».

## Достижения
- Чемпион Венгрии (1): 2016/17